# Шон Стоунрук
Шон Стоунрук (енгл. Shaun Stonerook; Коламбус, 19. август 1977) је бивши амерички кошаркаш. Играо је на позицији крилног центра.

## Биографија
Стоунрук је колеџ кошарку играо на универзитетима Охајо стејт и Охајо. У Европу долази 2000. године и своју прву сезону игра у белгијској екипи Расинг Антверпен. Након тога следи 11 сезона у италијанској Серији А. Прве четири сезоне је провео у екипи Кантуа (освојио суперкуп 2003) а најбоље године је провео у екипи Монтепаски Сијене где је играо од 2005. до 2012. и за то време освојио шест државних првенстава, четири купа и пет суперкупова. Крај каријере је објавио у августу 2012. године.

## Успеси

### Клупски
- Канту:
  - Суперкуп Италије (1): 2003.

- Монтепаски Сијена:
  - Првенство Италије (6): 2007—2012.
  - Куп Италије (4): 2009—2012.
  - Суперкуп Италије (5): 2007—2011.

### Појединачни
- Најкориснији играч Купа Италије (2): 2009—2010.
- Најкориснији играч Суперкупа Италије (1): 2007.